# Samsung SPH-A900
Samsung SPH-A900, Samsung MM-A900 – telefon komórkowy marki Samsung wyprodukowany w Stanach Zjednoczonych. Model jest wyposażony w 47 MB pamięci wewnętrznej. Działa w sieciach GSM, CDMA 800/1900.

## Funkcje
- Bluetooth
- SMS
- EMS
- MMS
- Java
- Aparat
- GPRS
- Kalendarz
- PC Sync
- e-mail
- MP3